# Cutremurul din Ljubljana (1895)

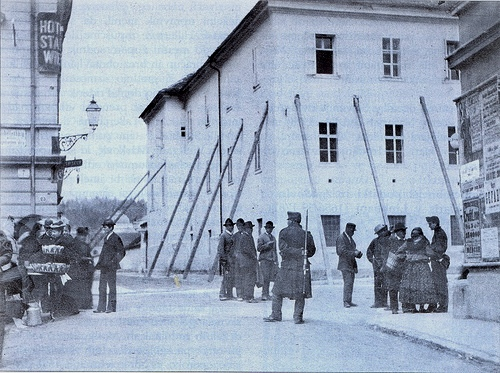
Actualul sediu al Băncii Sloveniei

Cutremurul din 1895 din Ljubljana (în slovenă Ljubljanski potres) sau cutremurul de Paște (în slovenă velikonočni potres) a lovit Ljubljana (capitala și cel mai mare oraș din Carniola, un pământ aflat sub suzeranitatea Coroanei Austro-Ungariei, în prezent capitala Sloveniei) în duminica de Paște, pe 14 aprilie. A fost cel mai mare și mai distructiv cutremur din zonă, de asemenea fiind și ultimul până în ziua de azi.

## Cutremur

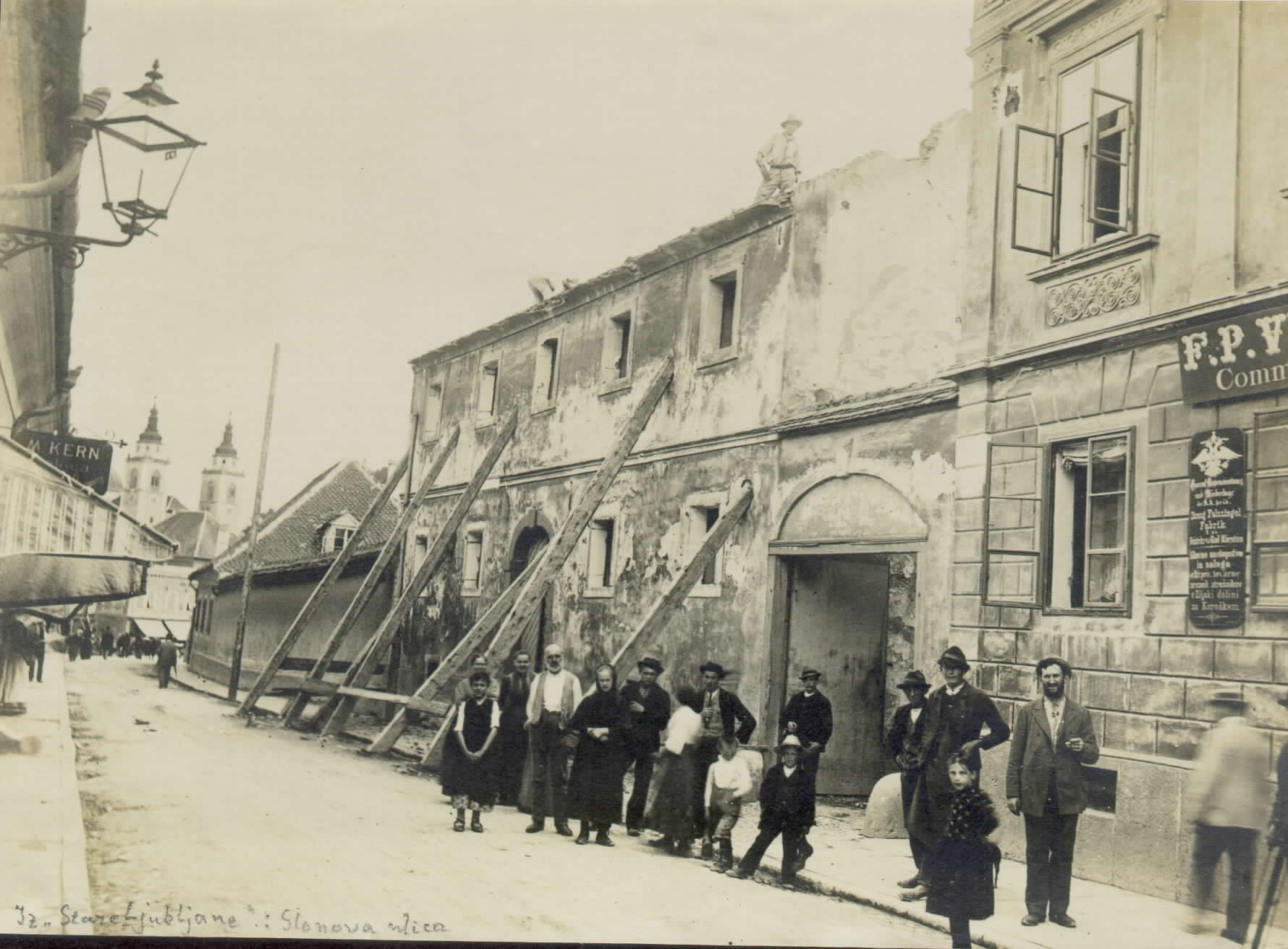
Strada Lupului (Wolfova ulica) din Ljubljana după cutremur.

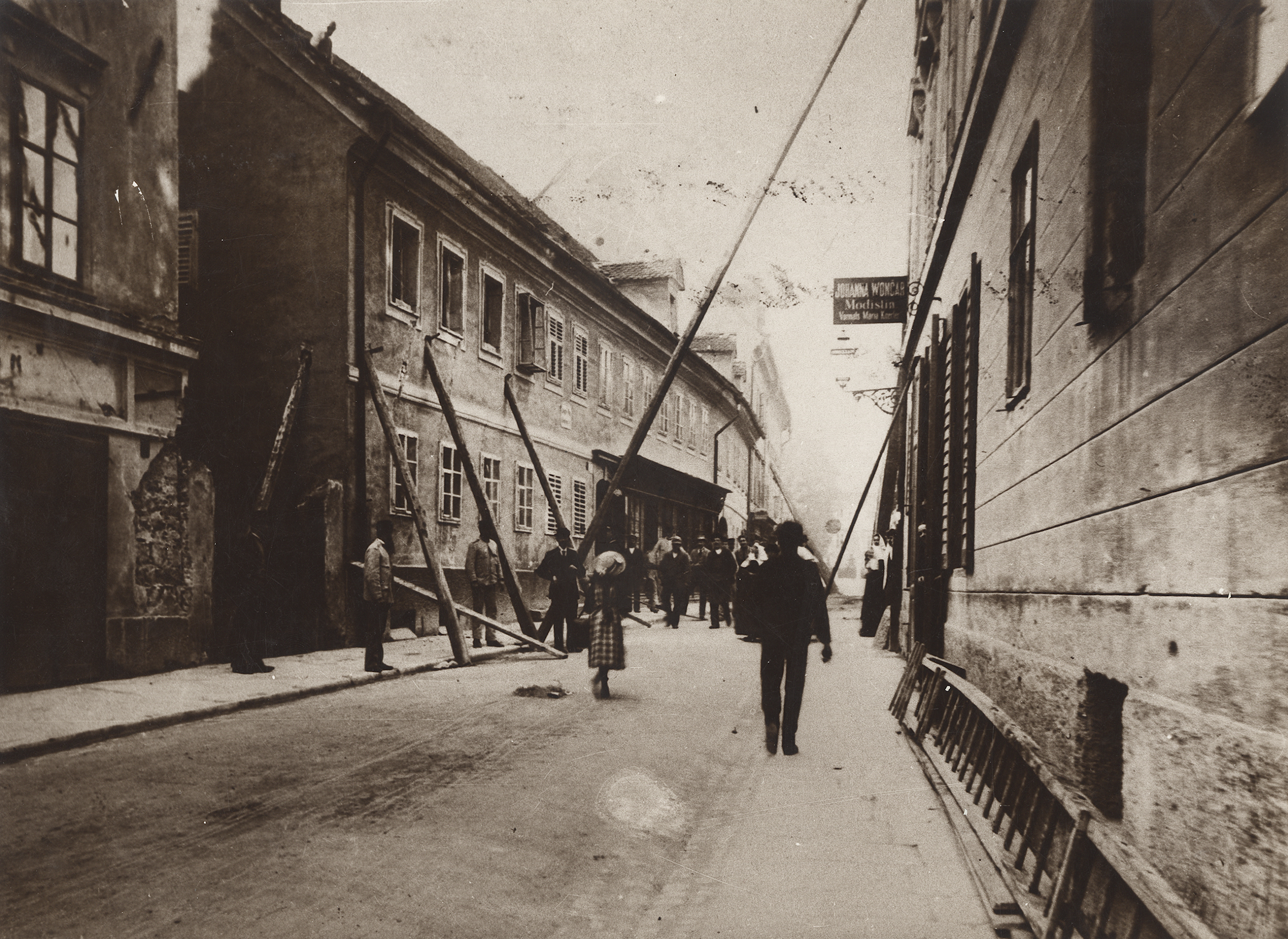

Cu o magnitudine Richter de 6,1 și o intensitate maximă Mercalli de VIII–IX, cutremurul a izbucnit la ora 20:17 UTC (ora locală 22:17). Epicentrul cutremurului a fost localizat în Janče, la aproximativ 16 kilometri (9,9 mi) est de centrul orașului Ljubljana. Hipocentrul seismului a fost la 16 kilometri (9,9 mi) adâncime. Șocul a fost resimțit într-un cerc cu o rază de 350 kilometri (220 mi) și pe o suprafață de 385.000 de kilometri pătrați, simțindu-se la Assisi, Florența, Viena și Split. Peste 100 de replici  au urmat  în următoarele zece zile. 

### Distrugeri provocate

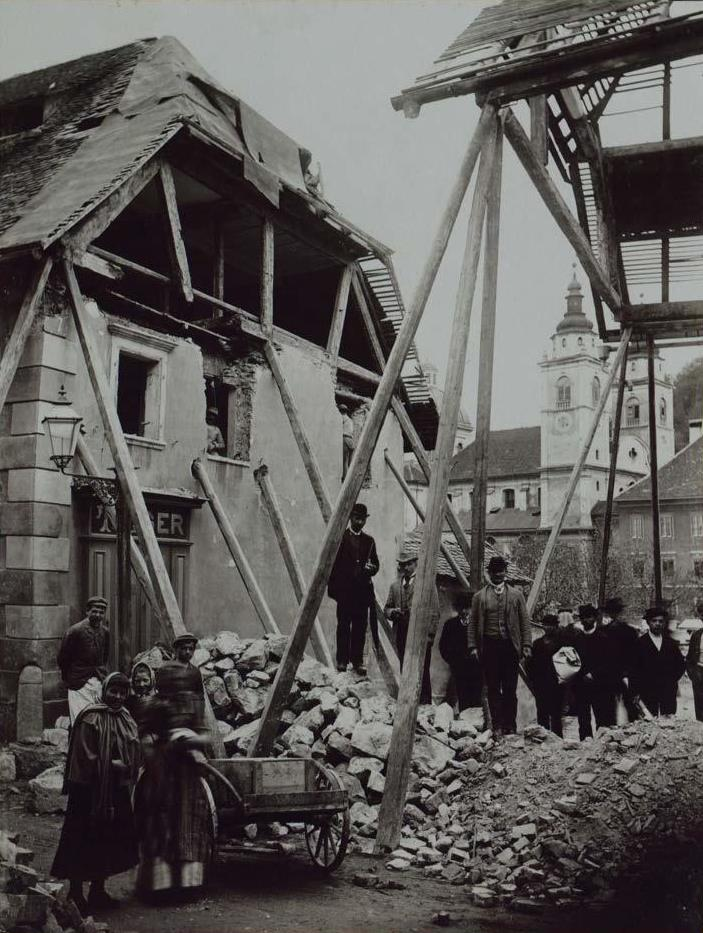
Case distruse de cutremur în apropierea Catedralei Sf. Nicolae.

Cele mai mari pagube au fost cauzate într-un cerc cu o rază de 18 kilometri (11 mi), de la Ig la Vodice. La vremea respectivă, populația din Ljubljana era de aproximativ 31.000 de persoane, în aproximativ 1.400 de clădiri. Aproximativ zece la sută din clădiri au fost deteriorate sau distruse, deși puține persoane au murit în urma distrugerilor. În Piața Vodnik (Vodnikov trg), o mănăstire veche, care conținea un colegiu de fete diecezane și o bibliotecă a fost atât de deteriorată încât trebuia demolată, iar locul a fost transformat în cele din urmă într-o piață în aer liber (Piața Centrală din Ljubljana, Osrednja ljubljanska tržnica), acum un loc important al orașului. Prejudiciul a fost estimat la 7 milioane de guldeni.

### Reacții
În dimineața următoare, Consiliul municipal a adoptat măsuri de urgență  pentru a ajuta victimele cele mai afectate, pentru a direcționa forța de poliție cu măsuri suplimentare de securitate și pentru a direcționa forța de poliție pentru a inspecta casele deteriorate. Toate școlile orașului au fost închise temporar, iar unele fabrici și-au încetat temporar funcționarea. Câteva zile mai târziu, au fost create adăposturi de urgență pentru persoanele fără adăpost. Mulți cetățeni din Ljubljana au părăsit orașul ca refugiați. Lipsa de mâncare s-a simțit rapid în oraș și s-au înființat cinci bucătării de urgență, care erau gratuite sau cu costuri reduse. Acestea au distribuit câteva mii de mese calde în fiecare zi. Alte zone ale Imperiului Austro-Ungar, în special Viena, Țările Cehe și Croația-Slavonia au ajutat Ljubljana. Ca membru al Consiliului municipal, naționalistul liberal Ivan Hribar a arătat abilități organizaționale deosebite în acordarea ajutorului. La scurt timp după aceea, a fost ales primar și a organizat reconstrucția amplă a orașului. Prejudiciul a fost substanțial. Majoritatea caselor au fost avariate pe strada Spitalului (Špitalska ulica, astăzi strada Stritar, Stritarjeva ulica), unde toate casele au fost distruse, cu excepția uneia, și a piețelor.

## După cutremur
După cutremur, orașul a avut numeroși vizitatori. Primul film înregistrat pe teritoriul actualei Slovenii, Razgled po Ljubljani (Vedere din Ljubljana) a fost realizat în 1898 de angajați ai fraților Lumière, cu toate că regizorul Srđan Kneževič consideră că este realizat de Bläser. Acesta a fost filmat la Castelul Ljubljana sau din alt punct înalt din oraș în toamna anului 1898. Filmul este considerat pierdut.

## Dezvoltare după cutremur

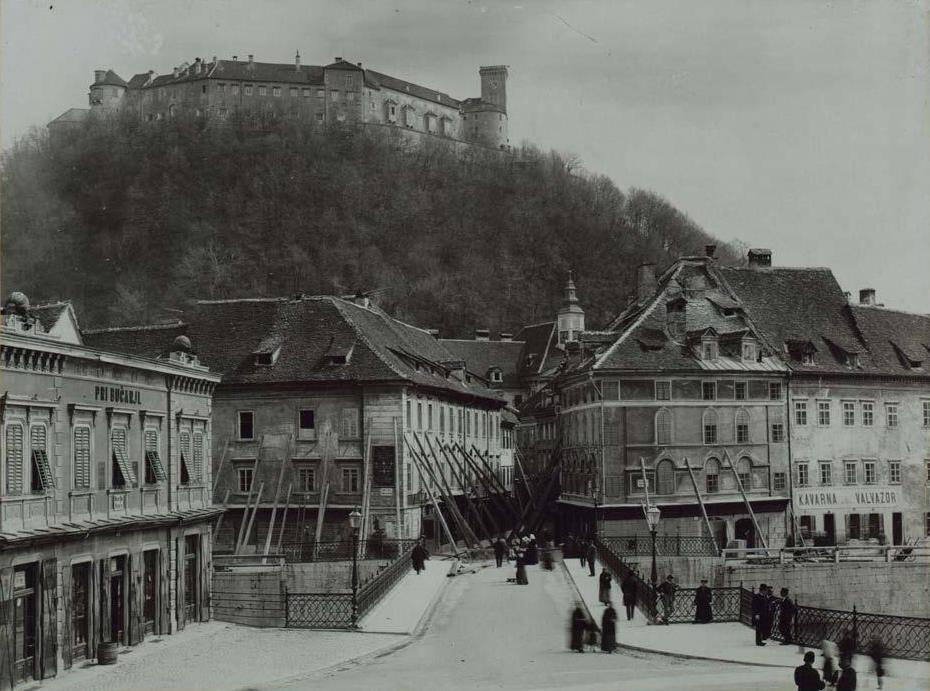
Strada spitalului (Špitalska ulica, în prezent numită strada stritarjeva, Stritarjeva ulica) după cutremur.

Până la eveniment, Ljubljana a avut un aspect provincial. A început extinderea orașului și o largă schimbare arhitecturală după modelul secesiunii vieneze, care este astăzi juxtapusă peste clădirilor anterioare în stil baroc care au rămas în picioare. Multe clădiri, precum Mladika, au fost construite după aceea. Perioada de reconstrucție cuprinsă între 1896 și 1910 este denumită „renașterea Ljubljanei” nu doar din cauza acestor schimbări arhitecturale din care o mare parte a orașului datează până astăzi, ci și pentru reforma administrației urbane, a sănătății, a educației și a turismului care a urmat. Din 1895 până în 1910, au fost construite 436 de clădiri noi și sute de clădiri au fost renovate sau extinse în stilul celor din Viena. Majoritatea podurilor, monumentelor, parcurilor și a clădirilor principale din Ljubljana datează din perioada de după cutremurul din1895. O capelă, închinată Sf. Fecioare Maria, Regina Rozariului, a fost ridicată în 1895 în Janče de către oamenii din Ljubljana, pentru ca Maria să-i protejeze de astfel de dezastre. În 1897, în Ljubljana s-a înființat primul observator seismologic austro-ungar, pe strada Vega (Vegova ulica).